# 6675 Сіслей
6675 Сіслей (6675 Sisley) — астероїд головного поясу, відкритий 29 вересня 1973 року.
Тіссеранів параметр щодо Юпітера — 3,201.
Названо на честь Альфреда Сіслея (фр. Alfred Sisley, 1839–1899) — відомого французького художника-пейзажиста, одного із засновників імпресіонізму.